# 成年後見制度
成年後見制度（せいねんこうけんせいど）とは、広義には日本における意思決定支援法制をいう。人（自然人）の意思能力が低い状態がある程度の期間続いている場合に、本人の判断を他の者が補うことによって、本人を法律的に支援するための制度をいう。1999年の民法改正で従来の禁治産制度に代わって制定され、2000年4月1日に施行された。民法に基づく法定後見と、任意後見契約に関する法律に基づく任意後見とがある。広義の成年後見制度には任意後見を含む。
狭義には法定後見のみを指す。法定後見は民法の規定に従い、意思能力が十分でない者の行為能力を制限し（代理権の付与のみが行われている補助の場合を除く）、その者を保護するとともに取引の円滑を図る制度をいう。
最狭義には法定後見（後見、保佐、補助）の3類型のうち民法親族編第5章「後見」に規定される類型のみを指す。
後見には成年後見のほか未成年後見もある。未成年後見については「未成年後見人」と「後見」の項参照。後述の未成年者についても成年後見の適用は排除されていない。これは成年が近くなった未成年者の知的障害者が成年に達する場合には法定代理人がいなくなってしまうことから、その時に備えて申請を行う必要があるためである（詳細は後述）。
- 民法について以下では、条数のみ記載する。

## 成年後見制度発足の経緯
本制度はドイツの世話法、イギリスの持続的代理権授与法を参考にして2000年4月、旧来の禁治産・準禁治産制度にかわって設けられた。
従来の禁治産・準禁治産制度には、差別的であるなどの批判（後述）が多かった。こうした中で1995年に法務省内に成年後見問題研究会が発足して以来、成年後見制度導入の検討が重ねられてきたが従来の制度への批判とともに、制度導入時期決定の契機となったのが介護保険制度の発足である。
福祉サービスの利用にあたって、行政処分である措置制度から受益者の意思決定を尊重できる契約制度へと移行が検討されていた（いわゆる「措置から契約へ」）。高齢者の介護サービスについては2000年から介護保険制度の下で利用者とサービス提供事業者の間の契約によるものとされることとなったが、認知症高齢者は契約当事者としての能力が欠如していることから契約という法律行為を支援する方策の制定が急務であった。
厚生労働省における介護保険法の制定準備と並行して法務省は1999年の第145回通常国会に成年後見関連4法案を提出、1999年12月に第146回通常国会において成立した。その後、政省令の制定を経て2000年4月1日、介護保険法と同時に施行されることとなったのである。
こうした経緯から、介護保険制度と成年後見制度はしばしば「車の両輪」といわれる。もっとも、政府が介護保険制度の成立を急いだ結果として、成年後見制度は充分審議がされないまま従来の禁治産制度の規定を少なからず移行させたため、本来の理念とは異なる規定が残存することになった（後述の#欠格事由、#選挙権等）。
制度上の名称には「成年」が含まれているが、未成年の知的障害者が成年に達して未成年後見が終了する場合に法定代理人がいなくなることを防ぐため、未成年者の段階でも成年後見の対象となりうる。民法7条、11条本文、15条1項本文の請求権者に未成年後見人、未成年後見監督人がある。
最高裁判所は2000年の制度施行当初から、成年後見事件に関する統計を公表している。

### 禁治産・準禁治産制度への批判
- 制度が作られたのは明治（大日本帝国憲法）時代であり、本人の保護・家財産の保護は強調されても本人の自己決定権の尊重や身上配慮など、本人の基本的人権は、必ずしも重視されていなかった。
- 禁治産という用語は「（家の）財産を治めることを禁ず」という意を持ち、家制度の廃止された日本国憲法下での民法（親族・相続法）に合致しない。また、国家権力により私有財産の処分を禁ぜられ、無能力者とされること、また禁治産・準禁治産が戸籍に記載されることが、人格的な否定等の差別的な印象を与えがちであった。これらにより、禁治産制度の利用に抵抗が示されやすかった。
- 裁判所の受理件数が少なく処理が定型化していなかったこともあり、鑑定を引き受ける医師が少なく、時間とコストの負担が少なくなかった。
- 比較的軽度の判断能力の低下の場合であっても、一律に行為能力を制限する準禁治産者の宣告を受けることになるため、制限が過剰である場合があった。特に浪費者の場合に裁判所の運用によって、鑑定なしで準禁治産宣告を行うなど、やや無理が目立っていた。
- 配偶者がいる場合に、法律上当然に配偶者が後見人となる旨の規定があり（改正前の840条）、実情に即した弾力的な運用が困難であった。
- 保佐人の取消権について、法律の明文の規定を欠いていたため、その行使の可否について解釈上の争いがあった。

### 禁治産・準禁治産制度との相違点
- 身上配慮義務の明文化（民法858条、民法876条の5、民法876条の10）。
- 本人の保護と、自己決定権の尊重との調和をより重視。
- 禁治産という用語を廃止。
- 戸籍への記載を廃止。代わりに後見登記制度を新設。
- 「補助」の新設（旧来の禁治産は後見、準禁治産は概ね保佐にあたる）。
- 準禁治産の事由に含まれていた「浪費者」を、後見制度の対象から除外。
- 「日用品の購入その他日常生活に関する行為」を取消しうる行為から除外。
- 鑑定書の書式を専門医向けに配布することなどにより、鑑定を定型化・迅速化[6][7]。
- 配偶者が当然に後見人、保佐人となるという規定を削除。
- 複数成年後見人（保佐人・補助人）、法人後見の導入。なお、後見人（保佐人・補助人）が複数選任されている場合、第三者の意思表示はそのうちの一人に対してすれば足りる（民法859条の2）。
- 保佐人、補助人の取消権の明文化。

## 法定後見
法定後見は、本人の判断能力が不十分になった場合に家庭裁判所の審判により後見人（保佐人・補助人）が決定され開始するものである。本人の判断能力の程度に応じて後見、保佐、補助の3類型がある。

### 根拠法
制度は民法に基づく。実際の手続は家事事件手続法および家事事件手続規則に基づき、家庭裁判所が行う。後見登記は、後見登記等に関する法律による。市区町村長申立の根拠は老人福祉法、知的障害者福祉法、精神保健及び精神障害者福祉に関する法律（精神保健福祉法）である。

### 3類型

#### 成年後見
- 後見開始の審判
  - 精神上の障害により判断能力を「欠く常況にある」者を対象とする（7条）。なお、未成年者の知的障害者が成年に達する場合には法定代理人（親権者あるいは未成年後見人）がいなくなってしまうことから、その時に備えて申請を行う必要がある場合もあるため後見開始の審判の対象には未成年者も含まれる点に注意を要する[3]。
  - 後見開始の審判の請求権者は本人、配偶者、4親等内の親族、未成年後見人、未成年後見監督人、保佐人、保佐監督人、補助人、補助監督人または検察官である（7条）。なお市町村長も65歳以上の者、知的障害者、精神障害者につきその福祉を図るため特に必要があると認めるときは後見開始の審判を請求することができることとされている（老人福祉法32条、知的障害者福祉法28条、精神保健及び精神障害者福祉に関する法律51条の11の2）。
  - 家庭裁判所の後見開始の審判により後見人を付すとの審判を受けた者を成年被後見人、本人に代わって法律行為を行う者として選任された者を成年後見人とよぶ（8条）。
  - 家庭裁判所は後見開始の審判をするときは職権で成年後見人を選任する（843条1項）。成年後見人については複数の者が選任されることがある（843条3項・859条の2）。また、法人が成年後見人となることもある（843条4項）。後見開始の審判については請求権者の請求に基づいてなされるが、成年後見人の選任は家庭裁判所の職権による。

- 成年後見人の権能と成年被後見人の法律行為

成年後見人は成年被後見人について広範な代理権（859条1項）と取消権（120条1項）、財産管理権（859条）、療養看護義務（858条）をもつ。なお、成年後見人が成年被後見人に代わってその居住用の建物・敷地について、売却、賃貸、賃貸借の解除又は抵当権の設定その他これらに準ずる処分をするには、家庭裁判所の許可を得なければならない（859条の3）。
| 権限           | 内容 |
| -------------- | --- |
| 代理権         | 成年後見人は、成年被後見人の財産管理に関するすべての法律行為について代理権を有する（859条1項）。身分法上の行為や治療行為などの事実行為に関する同意など、本人の意思のみによって決めるべき（一身専属的）事項についても代理権は行使できない（遺言につき962条、婚姻につき738条など）。なお、後見人が被後見人を養子とするには、家庭裁判所の許可を得なければならない（794条）。 |
| 取消権・追認権 | 取消権 - 成年被後見人の法律行為は、日用品の購入その他日常生活に関する行為を除き、取り消すことができる（9条）。成年後見人は法定代理人であり、成年被後見人の日常生活に関する行為を除き、取消権を有する（120条1項）。 |
| 取消権・追認権 | 追認権 - 取り消すことができる行為は、成年後見人が追認したときは、以後、取り消すことができない（122条）。 |
| 取消権・追認権 | なお、成年後見人には保佐人や補助人とは異なり同意権は認められていないと解するのが通説である。成年被後見人は精神上の障害により判断能力を欠く常況にある（7条）ため、成年後見人が予め同意をしていても同意の直後に成年被後見人が判断能力を失ってしまうおそれがあるためである。したがって、成年後見人には同意権がないので成年被後見人の行為については成年後見人が同意した行為であっても取り消しうる。成年後見人とは異なり、未成年後見人は未成年者の法定代理人として同意権が認められている（5条1項）。 |

#### 保佐
- 保佐開始の審判
  - 精神上の障害により判断能力が「著しく不十分な」者を対象とする（11条本文）。
  - 保佐開始の審判の請求権者は本人、配偶者、4親等内の親族、後見人（未成年後見人及び成年後見人をいう。10条参照）、後見監督人（未成年後見監督人及び成年後見監督人をいう。10条参照）、補助人、補助監督人または検察官である（11条本文）。なお市町村長も65歳以上の者、知的障害者、精神障害者につきその福祉を図るため特に必要があると認めるときは保佐開始の審判を請求することができることとされている（老人福祉法32条、知的障害者福祉法28条、精神保健及び精神障害者福祉に関する法律51条の11の2）。ただし、精神上の障害により判断能力を欠く常況にある者については7条により後見開始の審判を請求すべきであるから保佐開始の審判を請求することはできない（11条但書）。
  - 家庭裁判所の保佐開始の審判により保佐人を付すとの審判を受けたものを被保佐人、保佐の事務を行う者として選任された者を保佐人とよぶ（12条）。

| 権限                        | 内容 |
| --------------------------- | --- |
| 同意権・取消権・追認権      | 同意権 - 被保佐人は民法13条第1項で特に重要として列挙された法律行為及び家庭裁判所の審判で保佐人の同意を得なければならないとされた法律行為をするには、その保佐人の同意を得なければならない（13条1項本文・2項）。ただし日用品の購入その他日常生活に関する行為は同意を必要としない（13条1項ただし書）。 保佐人の同意を得なければならない行為について、保佐人が被保佐人の利益を害するおそれがないにもかかわらず同意をしないときは、家庭裁判所は、被保佐人の請求により、保佐人の同意に代わる許可を与えることができる（13条3項）。 |
| 同意権・取消権・追認権      | 取消権 - 保佐人は民法13条所定の行為（保佐人の同意を得なければならない行為であって、保佐人の同意又はこれに代わる家庭裁判所の許可を得ないでしたもの）を、取り消すことができる（9条）。保佐人は同意権者であり、保佐人の日常生活に関する行為を除き、取消権を有する（120条1項）。 |
| 同意権・取消権・追認権      | 追認権 - 取り消すことができる行為は、保佐人が追認したときは、以後、取り消すことができない（122条）。 |
| 代理権 （代理権付与の審判） | 保佐人には当然には代理権はないが申立ての範囲内で家庭裁判所の審判（代理権付与の審判）があれば代理権を付与される。家庭裁判所は、保佐人等の請求によって、被保佐人のために特定の法律行為について保佐人に代理権を付与する旨の審判をすることができる（876条の4第1項）。ただし、本人以外の者の請求でこの審判をするには本人の同意がなければならない（876条の4第2項）。 |

保佐人に付与される同意権や取消権の対象となる行為は民法13条第1項所定の次の行為である。保佐の場合はこれ以外に家庭裁判所の審判で同意権や取消権の対象となる行為の範囲を広げることができる（13条2項）。
| 1. 元本を領収し、又は利用すること。 2. 借財又は保証をすること。 3. 不動産その他重要な財産に関する権利の得喪を目的とする行為をすること。 4. 訴訟行為をすること。 5. 贈与、和解又は仲裁合意をすること。 6. 相続の承認若しくは放棄又は遺産の分割をすること。 7. 贈与の申込みを拒絶し、遺贈を放棄し、負担付贈与の申込みを承諾し、又は負担付遺贈を承認すること。 8. 新築、改築、増築又は大修繕をすること。 9. 民法第602条（短期賃貸借）に定める期間を超える賃貸借をすること。 10. 前各号に掲げる行為を制限行為能力者の法定代理人としてすること。 |

後述する補助人に付与される同意権や取消権の対象となる行為は、この民法13条第1項所定の行為のうち必要に応じて選んだ一部の行為で家庭裁判所の審判を受けたものが対象となる。

#### 補助
- 補助開始の審判
  - 精神上の障害により判断能力が「不十分な」者のうち、後見や保佐の程度に至らない軽度の状態にある者を対象とする（15条1項本文）。
  - 補助開始の審判の請求権者は本人、配偶者、4親等内の親族、後見人（未成年後見人及び成年後見人をいう。10条参照）、後見監督人（未成年後見監督人及び成年後見監督人をいう。10条参照）、保佐人、保佐監督人または検察官である（15条1項本文）。なお市町村長も65歳以上の者、知的障害者、精神障害者につきその福祉を図るため特に必要があると認めるときは補助開始の審判を請求することができることとされている（老人福祉法32条、知的障害者福祉法28条、精神保健及び精神障害者福祉に関する法律51条の11の2）。**精神上の障害により判断能力を欠く常況にある者及び精神上の障害により判断能力が著しく不十分な者については7条の後見開始の審判もしくは11条の保佐開始の審判を請求すべきであるから補助開始の審判を請求することはできない（15条1項但書）。
  - 家庭裁判所の補助開始の審判により補助人を付すとの審判を受けたものを被補助人、本人の行う法律行為を補助する者として選任された者を補助人とよぶ（16条）。
  - 補助は事理弁識能力の低下が後見や保佐の程度に至らない軽度の状態にある者を対象としており、自己決定の尊重の観点から、後見・保佐とは異なり本人の申立て又は同意を審判の要件とする（15条2項）。
  - 補助開始の審判には必ず併せて17条第1項の同意権付与の審判あるいは876条の9の代理権付与の審判の一方又は双方の審判がなされる（15条3項）。補助人の権能は補助開始の審判を基礎としてなされる同意権付与の審判や代理権付与の審判の組み合わせによって内容が定まる。したがって、被補助人に同意権付与の審判と代理権付与の審判の双方がなされている場合にはその補助人には同意権・取消権・代理権が認められ同意権付与の審判のみの場合には同意権・取消権のみが、代理権付与の審判のみの場合には代理権のみが認められることになる。ただし、いずれの場合も身分法上の行為など、本人の意思のみによって決めるべき（一身専属的）事項については同意権・取消権・代理権を行使できない。なお、補助人が被補助人に代わってその居住用の建物・敷地について、売却、賃貸、賃貸借の解除又は抵当権の設定その他これらに準ずる処分をするには、家庭裁判所の許可を得なければならない（876条の10・859条の3）。

- 同意権付与の審判

同意権付与の審判の請求権者は補助開始の審判の請求権者または補助人もしくは補助監督人である（17条1項）。市町村長も65歳以上の者、知的障害者、精神障害者につきその福祉を図るため特に必要があると認めるときは同意権付与の審判を請求することができることとされている（老人福祉法32条、知的障害者福祉法28条、精神保健及び精神障害者福祉に関する法律51条の11の2）。本人以外の者の請求による場合に本人の同意がなければならないのは補助開始の審判と同様である（17条2項）。被補助人に同意権付与の審判がなされている場合には、被補助人は13条1項に列挙されている行為の一部の法律行為について補助人の同意を要する（17条1項）。補助人の同意を得なければならない行為について、補助人が被補助人の利益を害するおそれがないにもかかわらず同意をしないときは家庭裁判所は被補助人の請求により補助人の同意に代わる許可を与えることができる（17条3項）。被補助人が補助人の同意を要するとされた法律行為を補助人の同意またはこれに代わる家庭裁判所の許可を得ずに行った場合は、当該法律行為を取り消すことができる（17条4項）。
- 代理権付与の審判

代理権付与の審判の請求権者は補助開始の審判の請求権者または補助人もしくは補助監督人である（876条の9第1項）。市町村長も65歳以上の者、知的障害者、精神障害者につきその福祉を図るため特に必要があると認めるときは代理権付与の審判を請求することができることとされている（老人福祉法32条、知的障害者福祉法28条、精神保健及び精神障害者福祉に関する法律51条の11の2）。被補助人に代理権付与の審判がなされている場合には、特定の法律行為について補助人に代理権が付与される（876条の9第1項）。ただし、被補助人本人以外の請求によるときは本人の同意を要する（876条の9第2項）。
| 権限                                        | 内容 |
| ------------------------------------------- | --- |
| 同意権・取消権・追認権 （同意権付与の審判） | 同意権 - 同意権付与の審判があった場合には補助人に同意権及び取消権（追認権）が与えられる。家庭裁判所は、補助人等の請求により、被補助人が特定の法律行為をするにはその補助人の同意を得なければならない旨の審判をすることができる。ただし、その審判によりその同意を得なければならないものとすることができる行為は、被保佐人につき保佐人の同意を要するとされている行為の一部に限る（17条1項）。日用品の購入その他日常生活に関する行為は同意を必要としない。 補助人の同意を得なければならない行為について、補助人が被補助人の利益を害するおそれがないにもかかわらず同意をしないときは、家庭裁判所は、被補助人の請求により、補助人の同意に代わる許可を与えることができる（17条3項）。 |
| 同意権・取消権・追認権 （同意権付与の審判） | 取消権 - 補助人の同意を得なければならない行為であって、補助人の同意又はこれに代わる家庭裁判所の許可を得ないでしたものは、取り消すことができる（4条）。補助人は同意権者であり、被補助人の日常生活に関する行為を除き、取消権を有する（120条1項）。 |
| 同意権・取消権・追認権 （同意権付与の審判） | 追認権 - 取り消すことができる行為は、補助人が追認したときは、以後、取り消すことができない（122条）。 |
| 代理権 （代理権付与の審判）                 | 補助人も当然には代理権はないが申立ての範囲内で家庭裁判所の代理権付与の審判があれば代理権を付与される。家庭裁判所は、補助人等の請求によって、被補助人のために特定の法律行為について補助人に代理権を付与する旨の審判をすることができる（876条の9第1項）。ただし、本人以外の者の請求でこの審判をするには本人の同意がなければならない（876条の9第2項・876条の4第2項）。 |

### 法定後見開始の手続

#### 審判の申立て
- 判断能力が低下した場合、4親等内の親族、検察官や市区町村長等の申立権者が本人の住所地の家庭裁判所に対して、後見、保佐または補助開始を申し立てる。法律上は、本人の申立ても可能である。
- 本人の財産が親族等の第三者により勝手に処分されるおそれがある等、必要がある場合には裁判所の審判が出るまでの間に裁判所の命令により、財産の管理人をおくなどの「審判前の保全処分」が行われる場合がある。
- 申立ての際に申立書、財産目録、判断能力に関する医師の診断書等の書類の提出が求められる。弁護士による代理申立てや、司法書士による書類作成もみとめられている。ただし申立書などの書式は定型化されており、申立人が手続きについて分からない場合も家庭裁判所の職員（裁判所書記官等）の助言を得ながら書類を作成することは可能である。なお、弁護士・司法書士以外の者が申立書その他裁判所提出書類を作成又はこれらに関し相談することは弁護士法・司法書士法で禁止されており（弁護士法第72条、司法書士法第73条）、裁判所提出する目的であることが明らかな法定後見申立書類に添付する戸籍等の収集についても弁護士及び司法書士以外のものが業務としてできない以上、いわゆる職務上請求での戸籍等の収集取得は戸籍法違反ともなる。（行政書士が保佐開始申立書その他それに付随する書類を違法に作成したケースで平成21年2月9日札幌地方裁判所判決では司法書士法違反により有罪判決がでている）。申立ての費用としては申立て自体に1,600円分程度の収入印紙の貼付（申立て類型の組合せ等によって異なる）と裁判所により若干異なるが、郵便切手を4,000円分程度、登記費用4,000円程度の予納が必要となる。
- 申立てが受理された後、家庭裁判所が本人や後見人等候補者（いる場合）の面接などによる調査を行う。必要に応じて家庭裁判所の職員（家庭裁判所調査官等）は、裁判所外での面接を行う場合もある。調査が簡略化される場合もあるが本人の知らないところで勝手に申し立てられるなどの濫用を防ぐため、必ず本人の陳述を聞かなければならないと規定されている。実際には、調査官等の面談によって本人の意向が確認されている。東京家裁では申立時に本人及び後見人等候補者を同行させれば申立と同時に面接が行われる扱いになっており（即日面接）、日程の短縮が図られている。

#### 鑑定
- 後見、保佐の場合、申立て後に、原則として、本人の判断能力についての鑑定が行われる。鑑定医は、本人の主治医等がいれば、まずはその主治医等に家庭裁判所から依頼される。しかし、主治医が専門ではない場合など、鑑定をすることができない場合には、専門の医師を探す必要があり、家庭裁判所が鑑定医を探し依頼する。鑑定費用は、東京家裁で10万円程度、横浜家裁では5万円 - 10万円とされるが、医師の設定による。
- 被後見人の精神鑑定は精神科医の専門医の判断が必要で、費用は10万円程度掛かる。
- なお、親族の情報や診断書の内容などから鑑定の必要なしと判断されて鑑定が省略される場合もある[16][17]。いわゆる植物状態にある場合や幼少時からの重い知的障害者、重度の認知症など、診断書などから状況が明らかで鑑定が省略される場合である。裁判所の統計によれば、実際に鑑定が実施されるのは1割程度である[18]。

#### 審判
- 鑑定の結果を踏まえて家庭裁判所の裁判官（家事審判官）の判断で開始の決定、又は申立ての却下決定が行われる。裁判官の判断によって、たとえば後見開始の申立てであっても本人の状況に応じて保佐、補助等、申し立てた内容よりも能力制限の少ない類型で開始決定されることもある。開始決定がされた場合、必ず本人にも通知される。
- 開始決定があると裁判所からの嘱託によって特別な登記がされる。法定後見の種類、後見人の氏名、住所、被後見人の氏名、本籍、が東京法務局に登記される。登記事項は登記事項証明書に記載される。この証明書は本人、後見人等、相続人、公務員以外は交付請求できないとされ、プライバシーに配慮されている。

### 成年後見人等の義務
- 成年後見人・保佐人・補助人に意思尊重義務と身上配慮義務がある[14]。
  - 成年後見人は、成年被後見人の生活・療養看護・財産管理事務を行うにあたり、成年被後見人の意思を尊重し、かつ、その心身の状態及び生活の状況に配慮しなければならない（858条）。
  - 保佐人が保佐の事務を行うにあたっては、被保佐人の意思を尊重し、かつ、その心身状態及び生活状況に配慮しなければならない義務を負う（876条の5第1項）。
  - 補助人が補助の事務を行うにあたっては、被補助人の意思を尊重し、かつ、その心身状態及び生活状況に配慮しなければならない義務を負う（876条の10第1項・876条の5第1項）。
- 利益相反行為
  - 成年後見人と成年被後見人との利益相反行為について、成年後見人は成年被後見人のために特別代理人を選任することを家庭裁判所に請求しなければならない（860条本文・826条）。ただし、後見監督人（後述）が選任されている場合には後見監督人による（860条但書）。
  - 保佐人またはその代理人と被保佐人との利益相反行為について、保佐人は臨時保佐人を選任することを家庭裁判所に請求しなければならない（876条の2第3項本文）。ただし、保佐監督人（後述）が選任されている場合には保佐監督人による（876条の2第3項但書）。
  - 補助人またはその代理人と被補助人との利益相反行為について、補助人は臨時補助人を選任することを家庭裁判所に請求しなければならない（876条の7第3項本文）。ただし、補助監督人（後述）が選任されている場合には補助監督人による（876条の7第3項但書）。

### 後見監督人等
- 家庭裁判所は必要があると認めるときは、成年被後見人、その親族もしくは成年後見人の請求または職権により後見監督人を選任することができる（849条の2）。後見監督人の職務については851条・863条等に規定があり、後見監督人が選任されている場合には特にその同意を要する場合（864条・865条）がある。
- 家庭裁判所は必要があると認めるときは、被保佐人、その親族もしくは保佐人の請求または職権により保佐監督人を選任することができる（876条の2第1項）。保佐監督人の職務権限については後見監督人の規定が準用される（876条の2第2項）。
- 家庭裁判所は必要があると認めるときは被補助人、その親族もしくは補助人の請求または職権により補助監督人を選任することができる（876条の8第1項）。補助監督人の職務権限については後見監督人の規定が準用される（876条の8第2項）。

### 報酬の付与
後見人の報酬を得ようとする場合は、家庭裁判所に報酬付与の申立てをする必要がある。報酬額は、報酬付与の申立に基づき、裁判所が本人の財産の状況、事務量や内容を総合的に勘案して、報酬額を決定する。第三者専門職（弁護士等）が後見人に就任する場合などは、1年程度経過後に申立てを行うことが多い。成年後見監督人がついている場合の監督人の報酬についても同様である。

### 法定後見の終了
- 審判取消しによる終了
  - 後見開始の審判の取消し（10条）
  - 保佐開始の審判の取消し（14条）
  - 補助開始の審判の取消し（18条）
- 審判相互の関係（19条）
- 被後見人（被保佐人・被補助人）の死亡

## 任意後見
任意後見は、将来の後見人の候補者を本人があらかじめ選任しておくものである。法定後見が裁判所の審判によるものであるのに対し、任意後見は契約である。後見人候補者（受任者）と本人が契約当事者である。この契約は、公正証書によって行われる。
将来後見人となることを引き受けた者を「任意後見受任者」という。任意後見が発効すると、受任者は「任意後見人」となる。任意後見人の行為は、定期的に裁判所の選任する任意後見監督人により監督を受ける。任意後見監督人は裁判所に報告することで、国家は間接的に監督するものである。

### 根拠法
法定後見が民法上の制度であるのに対し、任意後見は民法の特別法である「任意後見契約に関する法律」に定められた制度である。

### 優先劣後
任意後見契約は、法定後見に優先する。任意後見契約が締結されているときに法定後見の開始申立てをしても、原則として法定後見が開始することはない（任意後見契約に関する法律第10条）。成年後見の理念は本人意思の尊重であり（858条）、本人意思により締結された契約を国家（裁判所）による行為である審判に優先させるという考えに基づくものといわれている。

### 任意後見契約の発効
本人の判断能力が不十分となった場合（後見状態に限らない。）に親族、任意後見受任者等が裁判所に対し「任意後見監督人」の選任を申し立てる。任意後見監督人の選任がなされたときに、当該任意後見契約は発効する。

### 任意代理との違い
任意後見契約は後見人が常に判断能力を欠く状況にある本人を代理して法律行為を行うことを規定して事前に契約しておくものであるが、通常の委任契約と異なるのは公正証書によるという要式契約であるという点、任意後見監督人が後見人を監督する点、が挙げられる。
とくに後者は、任意代理契約との比較上重要な差異である。任意代理では本人の判断能力が十分な場合は代理人の行動を本人が監督でき、もし代理人の行動に権限ゆ越等の問題があれば原則としていつでも解除できる。しかし任意代理契約発効後に本人が判断能力が不十分となった場合は当然本人からの監督は期待できないにもかかわらず判断能力を欠くことは委任契約終了の事由ではないから任意代理契約は継続し、代理人は代理権を有するまま監督者不在で法律行為を行うことができてしまい本人の保護が十分になされないのである。
任意後見契約では、その発効のために任意後見監督人の選任が必要である。つまり、本人の判断能力が不十分となった場合には裁判所により選任された任意後見監督人が後見人を監督するのである。任意後見監督人は裁判所に状況報告を行うこともあり、裁判所が間接的に後見人を監督する。これにより本人保護が図られるのである。

### 法定後見との違い
法定後見では原則として本人の判断能力が不十分であることについての鑑定が必要であるのに対して、任意後見では鑑定は不要である。
任意後見には、本人の行った行為の取消権はない。クーリングオフ等については、日本成年後見法学会等で120条に基づいて取消権を行使しうるとする意見が出されている。

### 任意後見契約の態様
任意後見契約は、通常3種別に分類される。
- 将来型
- 移行型
- 即効型

#### 将来型
将来、本人の判断能力が不十分となったときに任意後見契約を発効させるものである。親族が受任者である等の場合に利用される。

#### 移行型
本人の判断能力が十分な間は任意代理契約（又は「見守り契約」）とし、判断能力が落ちた場合に任意代理契約を終了させ任意後見契約を発効させるものである。弁護士等の士業が契約に関与する場合にはこの方式が好まれる傾向にある。理由としてはいつ判断能力が落ちるか不分明であること、任意代理契約や見守り契約の間に本人の生活状況など（QOL、ADL）を把握することができること、「任意後見監督人選任申立の時期を的確に把握しやすい」ということが挙げられる。任意代理契約・任意後見契約の両方に、受任者の義務として的確な時期に監督人選任を申し立てるという条文が挿入される。士業は同居の親族と異なり、定期的に本人の状況を把握するよう努力しないと本人の判断能力の低下等の状況について把握しづらく、結果として申立て時期を徒過してしまうこともありうるからである。

#### 即効型
任意後見契約を締結したあと、すぐに任意後見監督人選任申立てをして任意後見契約を発効させるタイプの契約である。早期に発効させたい場合には利用される。しかし判断能力が不十分であるから任意後見を発効させるのだから、任意後見契約を締結したときに契約内容を理解する十分な能力があったのかどうかが問題となることもある。

### 後見人の報酬
後見人の報酬は、任意後見契約において支払額や方法を取り決めない限りは民法第648条に基づき無報酬である。

### 弁護士法との問題
任意後見に関する業務（見守り契約や任意代理契約を含む）については司法書士法施行規則31条を備えている司法書士以外の者が行う場合に弁護士法72条違反の可能性が指摘されている（「成年後見制度をめぐる諸問題」赤沼康弘編署）。

## 後見に関する証明書
登記事項証明書
法定後見・保佐・補助が発効、もしくは任意後見契約が成立すると裁判所、公証人の嘱託により東京法務局後見登録課で後見登記がされる。その登記事項は、登記事項証明書により証明される。1通550円。
登記なきことの証明書
この証明書は、後見登記がされていないことを証明するものである。法務局・地方法務局戸籍課（東京は後見登録課）で発行される。従来の禁治産者・準禁治産者でないことは、市町村役所で発行される身分証明書にて破産者でないことと一括で証明されていた。2000年4月以降の成年後見制度では、成年被後見人・被保佐人・被補助人でないことは登記されていないことの証明書にて証明されるようになった。対して、破産者でないことは身分証明書で証明される。主として、国家資格の登録などにおいて欠格事由に該当しないことの証明に用いられる。1通300円。

## 精神保健福祉法との関係
精神保健福祉法第20条は、後見人又は保佐人を精神障害者の保護者になる者の第1順位としている。これにより精神障害者の後見人及び保佐人は当然に「保護者」となり、精神保健福祉法上の義務も負う。禁治産時代は保佐人は保護者の対象からは外されていたが、成年後見制度の開始と同時に保佐人も保護者の対象に含まれた。
職業後見人が単独で後見人に就任した場合、実際には家族・親族がいて身の回りの世話などを行っている場合でも法律上は職業後見人が当然に精神保健福祉法上の保護者となる。つまり、受療義務など保護者としての法的な義務は家族・親族ではなく後見人が負うことになる。実際には家族の負担が重かったことから、保護者の規定は平成26年4月の改正法施行により廃止されている。
いっぽう、成年被後見人及び被保佐人は、かつての保護者規定では家族の立場としてでも保護者になることはできず、また保護者規定の廃止後において、医療保護入院における家族等の同意もなしえなかったが、2019年の法改正により、当該規定が改正されたことにより、同意を行う家族等について精神の機能の障害により同意又は不同意の意思表示を適切に行うに当たって必要な認知、判断及び意思疎通を適切に行うことができるかどうかを精神科病院の管理者が個別に確認することとなった（令和元年12月6日障精発1206第1号）。

## 法定後見の実務と課題

### 後見人の類型
後見人となる者は2010年の最高裁判所事務総局家庭局編成年後見事件の概況によれば、同年の選任時件総数28,606人のうち、家族・親族が約58.6%の16,758人であり、残余が第三者後見人であった。第三者後見人の内訳は司法書士が約15.6%の4,460人、弁護士が約10.2%の2,918人、社会福祉士が約8.9%の2,553人、法人が後見人に選任される法人後見は約3.3%の961人、知人名義が約0.5%の140人、その他が約2.8%で816人となっている。親族等の選任が減るのと反比例して、職業後見人として選任されている司法書士は前年比約26.8%の増加、弁護士は前年比約23.7%の増加、社会福祉士は前年比約22.9%の増加となっている。また、法定後見において財産管理や遺産分割等の法律事務中心と見込まれる場合は法律職が、身上監護を重視すべき事案と裁判所が判断した場合には、社会福祉士等福祉専門職が選任されるといわれている。身上監護を家族後見人、財産管理を第三者後見人が担うなど、様々な事情によって複数の後見人を選任して役割分担することもある。

#### 職業後見人
専門職従事者（いわゆる士業）による第三者後見人を、とくに「職業後見人」と呼ぶことがある。
団体として後見人活動に取り組んでいる例としては公益社団法人成年後見センター・リーガルサポート（司法書士）、公益社団法人日本社会福祉士会の権利擁護センター・ぱあとなあ等が著名である。
公益社団法人成年後見センター・リーガルサポートは本制度発足前より、後見制度の先進国であるドイツ、英国等を視察し2000年4月の本制度発足以降も積極的に提言をしてきたという実績がある。また同団体の活躍もあり司法書士職能は職業後見人選任件数では職業後見人の中では一番多い。
弁護士は弁護士会や日弁連としての統一的・実務的な取り組みはなく、日弁連として提言をまとめる等の活動が行われるにとどまっている。なお個人的に積極的に成年後見分野で活動する弁護士も存在し、当分野で著名な中山二基子弁護士を中心とした有限責任中間法人が2005年に発足している。
司法書士は前述の通り団体としての活動も資格業の中では一番積極的と言える。社会福祉士は、福祉を通じて被後見人に身近な存在であるという実績がある。これらの3士業は後見人に関連する業務を行ってきた実績や能力、その取り組みが評価されているため第三者後見人・職業後見人の就任数も多くそのほとんどを占めている。
後見人の就任は各団体において研修等を修了し候補者として推薦された者がその団体の名簿に登載され、その名簿が家庭裁判所に提出され家庭裁判所が受領した名簿の中の候補者に対し、後見人就任の打診をするという流れとなっている。しかし、こうした職業後見人およびその候補者の数は現在ではまだ必要とされる数に比して少ないといわれている。成年後見分野に積極的に取り組んでいる弁護士の数は弁護士総数からみれば決して多くなく、制度発足時よりこの制度の推進に大きな役割を果たしてきた司法書士の数や社会福祉士の数を合わせても数が足りないという現状がある。
そこで、他の職能団体も積極的に後見業務に参画し始め、平成22年8月に日本行政書士会連合会は一般社団法人コスモス成年後見サポートセンターを設立し、成年後見業務に参画しているほか税理士も全国女性税理士連盟等によって成年後見活動に参画している例があり、また、埼玉県では社会保険労務士会の中で成年後見活動を行い、研修会も行なっているが、社会保険労務士業界全体として、制度に関心がある者が少なく、税理士、社労士はともに実績は乏しい。なお、専門職のなかで法律上後見業務を行える規定を明文で有するのは弁護士および司法書士のみであり、社会福祉士は社会福祉士及び介護福祉士法第2条の規定により主に身上監護の面から業務を行える根拠を有し、裁判所もそのように運用している。しかしながら行政書士・税理士・社労士等はこれらの業法ではその専門職として後見業務を行うことは法律上定めておらず、これら専門職の「業」として行えるわけではない。それぞれの専門職としての経験を生かしつつ一個人として行っているにすぎず、専門職能の「職業」後見人ではない。なお、日本行政書士会連合会は他士業とは異なり、高齢社会における成年後見業務を「業」と考えることはせずに、高齢者・障がい者支援、社会貢献活動の一環と位置づけて活動を進めている。
また、職業後見人不足解消の一案として平成24年2月より最高裁判所家庭局の主導の下、後見制度支援信託制度が開始された。これはある一定の財産を信託契約することで親族後見人の不正を防ぐことで成年被後見人等の財産を守り、比較的大きな財産がある場合でも親族後見人の就任を可能にすることで後見人候補者の潜在的数を増やす目的があった。同制度導入の際には日弁連、日本司法書士会連合会、公益社団法人成年後見センター・リーガルサポート、社団法人日本社会福祉士会の職業後見人関連4団体と最高裁判所家庭局の間で事前協議が数回なされた。このことは職業後見人として司法書士・弁護士・社会福祉士（選任数順）の存在が大きいことを示すことになった。
このように、後見制度支援信託制度の導入、弁護士・司法書士・社会福祉士以外の士業や団体等も後見人養成を行っており、今後増加する後見人の受け皿を増加させる動きが増えている。

#### 市民後見人
とはいえ、職業後見人に対しては月額およそ3 - 5万円の報酬を本人の財産から支払う必要がある。このため成年後見制度を利用すべき状態にある高齢者であっても後見人となるべき家族等がおらず、または家族から財産侵害（経済的虐待）を受けているために家族を後見人にするのが不相当な場合などは一定の資力がないと職業後見人を付することができないという問題が生じていた。
こうしたなかで都道府県や日本成年後見法学会等では、後見人の養成が急務であると考えており東京都では市民後見人の養成講座が開催され、世田谷区でも同様の取り組みが行われる予定であると発表されている。また、一般の市民の中にも第三者後見人の担い手になる動きが広がっている（「市民後見人」）。滋賀県大津市の特定非営利活動法人「あさがお」、岐阜県多治見市の「東濃成年後見センター」などの民間機関による活動の例がある。しかし、各士業団体の指導・監督を受け、常に能力の向上を図っている専門職後見人とは異なり、市民後見人の能力担保を具体的にどう図るのかが課題とされている。

### 成年後見人の権限
成年後見人の権限として認められる例は、預貯金の解約や株式の売却、遺産分割協議や相続の手続き、病院・介護施設への入院・入所契約である。条件付きながら、介護施設に入所するための自宅の売却、自宅の建て替え、財産から一定の報酬を得ることも認められる。しかし遺言や子供の認知、日用品の購入を取り消して返品することは認められない。また、成年被後見人にあてた郵便物等を成年後見人に転送することは、郵便局へ提出する転居届（郵便法第35条）で行う場合、成年後見人と成年被後見人が同居している事実を郵便局が確認できない場合は認められない。成年後見人が後見事務を行うために郵便物等の転送をさせる場合は、家庭裁判所に「成年被後見人に宛てた郵便物等の配達（転送）の嘱託の審判」（以下「転送嘱託の審判」）を申し立て、家庭裁判所により転送嘱託の審判が確定した後、家庭裁判所から日本郵便等にその旨の通知がされ、6ヶ月を超えない期間で転送がおこなわれる（家事事件手続法第122条第2項）。ただし、郵便物等に該当するものは、郵便法上の「郵便物」又は民間事業者による信書の送達に関する法律第2条第3項に規定する「信書便物」のことを指す（民法第860条の2第1項）ため「ゆうパック」等は「郵便物」に該当しないことから、転送の対象に含まれない。
認められるケースに関しては、いずれも本人のためにする必要があり、成年後見人自身や本人の家族のためにするのは後見人の義務に反するということを理解すべきである。条件付きで認められるケースに関しては、被後見人は自分の意思を表明しにくく、弱い立場にあることに留意しなければならない。取り分け生活拠点である自宅の処分は慎重さが求められる。認められないケースに関しては、例えば日用品まで介入するのは、本人の意思を不当に束縛するためであり、意思を尊重することと判断力の限界を推し量ることのバランスが課題となる。本人の預貯金を解約して株式に投資することに関しては、財産管理の一環として成年後見人に法的権限があることは否定できないが、2017年3月時点では「株式投資は元本が保証されないので、実際に投資した例は聞かない」と司法書士の大貫正男は話している。

### 成年被後見人の法的権利に関する問題

#### 欠格事由
成年後見制度を利用すること（多くは成年被後見人又は被保佐人になること）で権利の制限となっている資格・制度（いわゆる欠格事由）が多く残されている。国家公務員法、地方公務員法などの公務員の任用にあたっての欠格事由となっているほか、弁護士法、公認会計士法、警備業法など多岐にわたる。そしてこのことが、成年後見制度の利用を躊躇させる要因の一つになっていると指摘されている。実際に、被保佐人となったことを理由に雇用契約を打ち切られたり、公務員としての任用を継続できなくなったりするケースがある。2015年7月には、被保佐人となったことで地方公務員の任用が打ち切られたとして、自治体を相手に、地位確認と損害賠償を求める訴訟が起きている。
このため、成年後見制度利用促進法及び同法に基づく成年後見制度利用促進基本計画からの指摘を受け、成年後見制度を利用していることを理由とする欠格条項を含む法律188本を一括改正する法案（成年被後見人等の権利の制限に係る措置の適正化等を図るための関係法律の整備に関する法律案）が第196回国会に提出され、継続審議の末第198回国会において可決・成立した。これにより欠格条項を設けている各制度について、心身の故障等の状況を個別的、実質的に審査し、各制度ごとに必要な能力の有無を判断する規定（個別審査規定）へと適正化するとともに、所要の手続規定を整備することとなった。なお会社法及び一般社団法人及び一般財団法人に関する法律の2法については今後検討を加え必要な法制上の措置を講ずるものとされ（成年被後見人等の権利の制限に係る措置の適正化等を図るための関係法律の整備に関する法律附則第7条）、欠格事由が残された。
法改正の動きに先行して、兵庫県明石市では、成年被後見人又は被保佐人が地方公務員に就くことができない欠格事由となっている地方公務員法16条1号および28条4項につき、その例外を定める条例（明石市職員の平等な任用機会を確保し障害者の自立と社会参加を促進する条例）を制定した（2016年4月施行）。
しかし一方で、2022年に長崎市において、欠格事由の廃止に基づき、被保佐人になっている女性職員について、失職を取り消す判決が出されたにもかかわらず、市が欠格事由の存在していた時期にまで遡って、理由付けをして失職させていたことが明らかになっている。当該の女性職員は長崎地方裁判所に訴訟を起こしている。
上記成年後見制度利用促進法施行以前の欠格条項は憲法違反であるとする訴訟は警備業法に関しても提起されている。岐阜県内在住の元警備員の男性が、2017年に被保佐開始の審判を受けたことで、同法による改正前の警備業法第3条第1号の規定により退職を余儀なくされたとして、同規定 が、職業選択の自由を定めた憲法22条や法の下の平等を定めた憲法14条に違反するとして国を相手に賠償を求めている訴訟を提起した。本訴訟においては、2021年、一審の岐阜地裁が、欠格条項は立法当初から憲法14条、22条違反であったとして10万円の賠償を命じ、2022年には二審の名古屋高裁も同法が違憲であったことを認め、賠償額を50万円に増額している。
名古屋高裁判決に対し国が上告したところ、2025年5月21日、最高裁第二小法廷（尾島明裁判長）は、本件訴訟の審理を大法廷（裁判長:今崎幸彦長官）に回付した。改正前の欠格条項の違憲性について、最高裁の判断が示される見通しである。

#### 選挙権
成年後見制度開始当時の公職選挙法第11条は、成年被後見人は選挙権・被選挙権を有しない旨を定めていた（上記類型のうちの後見のみが同条の対象であり、保佐、補助は同条の対象外である）。この規定は、前身の禁治産制度において禁治産者が選挙権・被選挙権を有しなかった旨の規定を、従来の禁治産者と成年被後見人の対象者は一致するものとして成年後見制度においてもそのまま引き継いだものである。禁治産時代は選挙権の制限は合憲とする見解が通説であったが、在外国民の選挙権制限を違憲とした2005年（平成17年）の判決（最判平成17年9月14日）で、「国民の選挙権又はその行使を制限することは原則として許されず、国民の選挙権又はその行使を制限するためには、そのような制限をすることがやむを得ないと認められる事由がなければない」との見解が示されたことから、成年後見制度が「やむを得ないと認められる事由」にあたるかどうかの検討が相次ぐこととなった。
成年後見制度は成年被後見人の収入・財産・契約を、成年後見人が法定代理人として管理することが目的であり、日本国憲法第15条が定めている国民の権利である筈の参政権の1つである選挙権を有しないと定めることは、日本国憲法違反であるという民事訴訟が、東京地方裁判所、さいたま地方裁判所、京都地方裁判所、札幌地方裁判所に提起された。
2013年（平成25年）3月14日に、東京地方裁判所は、「事理を弁識する能力を欠く者に選挙権を付与しないとすることは、立法目的として合理性を欠くものとはいえない」としながらも、そのような目的のために制度趣旨を全く異にする成年後見制度を借用して成年被後見人から選挙権を一律に剥奪することは、およそ「やむを得ない」ものとして許容することはできない、として、公職選挙法第11条が成年被後見人に選挙権を付与しない旨を定めていることは憲法違反であると、知的障害者である原告の主張を認める違憲判決を下した。
国（総務省）は、判決を不服として東京高等裁判所に控訴したが、訴訟係属中の2013年（平成25年）5月27日、成年後見制度で後見人が付いた者も、選挙権を一律に認める公職選挙法改正案が、国会で成立し、訴訟も同年7月17日に和解によって終了した。

#### 東京電力への賠償請求における課題
認知症高齢者などの意思能力のない者、不足する者（いわゆる賠償弱者）が、福島第一原子力発電所事故に係る賠償請求をするには成年後見人を選任するしか方法がなく、賠償弱者の権利擁護を図るべき成年後見制度がかえって壁となり、賠償請求できない事態となっている。弁護士などの専門職が認知症高齢者の依頼を受け代理することは無権代理行為となるためできず、通常は家族等が無権代理行為で東電の請求書を作成しているが、身寄りのない認知症高齢者に代わって賠償請求するものはいない。
また、認知症高齢者などは度重なる避難生活に健常者よりストレスや不便を強いられることから原子力損害賠償紛争解決センター（原発ADR）や裁判所に賠償金の増額を申し立てねばならないため、結局、成年後見人を選任しなければならない。しかしながら東京電力への賠償請求は、早くて2014年3月10日（またはダイレクトメールを通知した3年後の9月以降）に消滅時効となるため、それまでに成年後見人をつけ、賠償請求することは困難な状況となっていた。
2013年5月31日、東京電力は、福島第一原子力発電所の事故による精神的賠償で、避難区域に住んでいた要介護者及び各種障害者の賠償額を、早ければ6月中旬にも上積みする方針を示した。原発ADRでは、要介護者らの避難生活で受ける負担の重さを認め、東電の賠償額を上回る和解事例が増えており、東電は要介護者らの負担分を直接請求に反映させる必要に迫られた（『福島民友』2013年6月1日参照）。これにより成年後見人を選任せずとも原発事故の賠償弱者の権利擁護を図る道が開かれたが、今回露呈した成年後見制度そのものの根本的課題は残されたままとなった。

#### 医的侵襲に対する同意
医療の現場では手術、輸血、人工呼吸器装着などの高度な延命措置など侵襲的または高度・不可逆的な医療行為の前に本人に代わって説明を受け、その同意を後見人に求めるケースがある。しかし法的には後見人等は遺言や婚姻などの身分行為や治療に関する同意など、本人の一身に専属する行為を代理して行う権限はないと考えられている。

#### インフォームド・コンセントの実施問題
脳血管疾患は、国内の年齢65才以上では死亡原因の上位3位以内に入る疾患であるが、こうした高次脳機能障害においてはしばしば言語障害や、低酸素脳症などによる遂行機能障害などを併発する場合がある。他方、リハビリテーション治療にあたる言語聴覚士については人員不足の問題が指摘されており、被成年後見人等の側でインフォームド・コンセントを行うための言語能力（質問能力）等の保全・復旧対策についての環境改善も要される。

#### 社会福祉士・精神保健福祉士の指定科目としての位置づけ
かつて、2008年度以前の入学者の社会福祉士の指定科目の中で、「法学」という科目が精神保健福祉士との共通科目扱いとして位置づけられていたが、2009年度以降入学者に対して適用される指定科目として、「権利擁護と成年後見制度」が後継となり、成年後見制度メインであることが明確化された（福祉法関連では、精保共通科目ではなくなったが「更生保護制度」が新たに設定された）。

### 成年被後見人の財産保護に関する問題

#### 自治体首長による申立て
2015年4月15日付の朝日新聞によると、自治体の首長（市区町村長）が、身寄りの無い認知症患者の高齢者の財産を保護する目的で、家庭裁判所に成年後見を申し立てるケースが、2010年以降に急増している。高齢者虐待や、親族が財産管理を拒否することが多いことなども背景にあるとされている。
国による成年後見制度促進を受け、行政が独居高齢者を見つけては本人の意思に反して首長申立てで後見人つけてしまい、本人を高齢者施設に強制的に入所させる事案が続発しており人権侵害との声が上がっている。

#### 後見人の背任および横領
後見人の担い手は広がりつつあるが、一方で家族が後見人となり財産管理をする傍らで本人の財産を侵奪したり悪徳リフォーム業者が認知症高齢者の任意後見人になり高額の契約を結んだりする等の事例があるのも事実である。年金生活である知的障害者の家族が、年金収入を家族の生計に充てている事例があるとの指摘もされている。監督人がいない場合、後見人を家庭裁判所が監督する建前だが裁判所の人的資源の限界もあって十分な監督ができていないのが実情である。他方、任意後見の移行型については任意後見受任者が監督を忌避して監督人選任申立てを故意的に懈怠する可能性も学会や新聞紙上等において指摘されており、監督忌避を目的に任意代理契約でそのまま進めて問題が生じているケースもある。
具体的な事例としては、後見人である親族による金銭の着服が発覚し刑事事件となるケースとして、福岡県で知的障害の実兄2人の成年後見人であった実弟がヤミ金業者らと共謀して多額の預金を引き出したとして親族相盗例を排除して業務上横領罪を適用し、福岡地方検察庁特別刑事部によって逮捕・起訴されたことが2006年10月5日付けの毎日新聞によって報じられている。
また、2012年2月には広島高裁で、財産管理能力を考慮せずに親族の一人を成年後見人とした結果、財産を着服されたとして、広島家裁の過失を認める判決が出されている。
このような財産着服は、最高裁家庭局によると、2010年6月から2011年3月の10ヵ月間だけでも182件に及ぶという。最高裁は、信託制度を活用する形で、親族後見人による不祥事から本人の財産を保護する方策を検討している。
一方専門職による職業後見人が不当な報酬額を取得し財産を侵奪したりするケースとして、社団法人成年後見センター・リーガルサポート東京支部の元副支部長である司法書士が、任意後見契約において設定された報酬額に加えて日当等を請求し、結果的に年間500万円程度の多額の報酬額を不当に取得したとして問題となった。この司法書士は、2006年春に成年後見に関する書籍を発行するなどの活動を行っていた。
職業成年後見人の報酬は成年被後見人の預貯金額に比例することから、菓子も自由に買えなくなるなど成年後見人への人権侵害と呼べるほど切り詰めた生活を余儀なくされるケースもある。また、保険の解約や自宅の売却を強制することで預貯金を増やすなど、報酬のために成年被後見人の財産の侵害までに及ぶ悪質な事例もある。そうした悪質な行為の背景には、職業成年後見人の報酬が成年被後見人の面倒をどれだけ熱心に見るかに関係無く決まるという構造上の問題があり、職業成年後見人が成年被後見人本人に一度もあったことがないなど成年被後見人に寄り添わない者も確認される。
また、東京弁護士会元副会長の弁護士が、2009年から12年までの間に、成年後見人として管理していた千葉県に住む女性の定期預金を解約し、約4200万円を自分の口座に入れるなどして横領した。読売新聞社の取材では、成年後見制度を悪用するなどして高齢者などの財産を着服したり騙し取ったりしたとして、2013年から2015年にかけて23人の弁護士が起訴されている。
このような中で、後見人としての資質の向上や倫理観、懲罰制度についての議論が起こっており、特に裁判所では士業者団体による後見人候補者名簿の作成に当たっては、名簿提出をする団体の研修内容や組織体制を重視してきた。また士業者団体に対し、裁判所が適切な懲罰制度を設けることなどを求める例もでている。また民間団体による市民後見人が後見業務を行う場合には、複数の法人で相互に活動をチェックする体制をとるなど、権限の濫用を防止するための試みも行われているとの報道がなされている。

なお、最高裁の統計によれば、後見人による不正事案は、件数ベース・被害額ベースの双方において、大多数が親族後見人によるものである。件数・被害額ともに平成26年をピークに急激に減少していることが見てとれる。

#### 後見制度支援信託
2012年2月から、信託契約を使った新しい仕組みが、成年後見制度に導入された。被後見人の資産のうち、日常使う分は親族などの後見人が管理し、残りは信託銀行に信託する。大きな支出が必要な場合は、後見人が家裁に申請してチェックを受ける。これにより、専門家の後見人を選任した場合よりもコストを下げることができ、かつ親族後見人による使い込み等も防げると期待される。
最高裁は、後見制度支援信託を「親族後見人による不正行為を未然に防止し、後見制度を利用する方の財産を保護するために家庭裁判所が採り得る選択肢（オプション）として」導入を進めたが、日本弁護士連合会、公益社団法人成年後見センター・リーガルサポート(日本司法書士会連合会の関連団体)などの専門職団体からは、慎重な判断を求める声明が相次いだ。また、東京社会福祉士会も、後年同様の会長声明を出している。

### 成年後見人の報酬
成年後見制度においては、報酬額に全国一律の基準が存在せず、現行では通常、後見人が就いてから後見の対象者が死亡するまでの業務量に波があるとしても、月額では一律の報酬が支払われているのが現状で、医療や介護の体制を整えるなどの内容の生活支援が報酬に反映されていないとの指摘がある。このため、最高裁判所は2019年1月に、業務量や業務の難易度などを報酬に反映させるよう、全国の家庭裁判所に対し通知を出した。